# Diego Tristán
Diego Tristán Herrera (* 5. Januar 1976 in La Algaba, Provinz Sevilla) ist ein ehemaliger spanischer Fußballspieler.

## Karriere

### Vereine

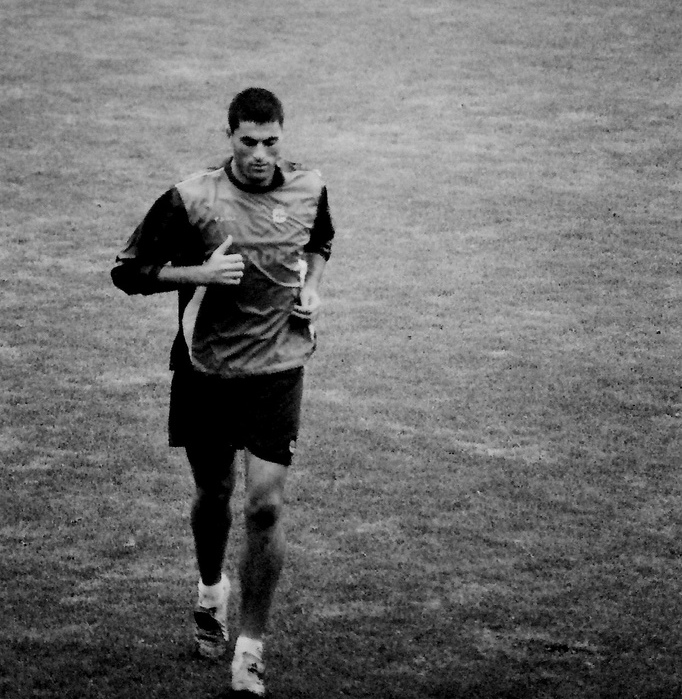
Tristán bei Deportivo La Coruña (2009)

Diego Tristán begann seine fußballerische Karriere bei der Jugendmannschaft von Betis Sevilla. Von 1995 bis 1998 spielte Tristán drei Saisonen in der spanischen Segunda División B. Er wechselte 1998 auf die Mittelmeerinsel Mallorca zum ansässigen Verein RCD Mallorca, wo er die erste Saison für die Amateurmannschaft ebenfalls in der Segunda B bestritt. Seine erste Saison in der Primera División spielte der Stürmer 1999/2000 für Real Mallorca und fiel gleich mit 18 Toren auf. Dies brachte ihm einen Vertrag bei Deportivo La Coruña ein, wo er seither sechs Spielzeiten in der ersten spanischen Liga spielte.
In seiner ersten Saison 2000/01 wurde er immer wieder ein- bzw. ausgewechselt, was ihn etwas von seiner Spielfreude verlieren ließ. Mit regelmäßigen Toren erkämpfte sich Tristán jedoch einen Stammplatz in der Mannschaft von Trainer Javier Irureta. In der ersten Saison schoss er insgesamt 23 Tore, wovon zwei Tore auch in der UEFA Champions League erzielt wurden.
Die darauffolgende Saison war die wohl erfolgreichste Saison von Tristán überhaupt. Mit 21 Ligatoren wurde er zum Torschützenkönig der Primera División gekürt. Darüber hinaus nahm er mit Deportivo an der UEFA Champions League teil, in der er ganze sechs Tore erzielen konnte. Fünf Tore im spanischen Cup und der Sieg im Finale gegen Real Madrid (2:1) rundeten diese erfolgreiche Saison mit seinem Verein ab.
Nach der Verletzung bei der Weltmeisterschaft 2002 in Korea/Japan ging es für Tristán nur mehr bergab. Bei La Coruña lief ihm, nachdem die Verletzung wieder auskuriert war, Roy Makaay den Rang ab. Der Niederländer schoss sich in der Saison 2002/03 zum Verdienst des Goldenen Schuhes, Tristán konnte zwar 19 Tore erzielen (9 Liga, 4 Champions League, 6 Cup), schaffte es jedoch nicht an alte Leistungen anzuknüpfen.
Auch nach dem Abgang von Stürmerpartner Roy Makaay, konnte Tristán nicht an die Leistungen von 2002 anschließen. Er spielte in nur 10 Spielen durch, wurde 20-mal ausgewechselt und 8-mal eingewechselt, sodass er immerhin auf 56 Einsätze kam, jedoch nur 13 Tore erzielen konnte (8 Liga, 3 Champions League, 2 Cup). Sein Tor gegen AS Monaco in der Champions League (beim denkwürdigen 8:3-Erfolg) wurde von Eurosport zum Champions-League-Tor des Jahres gekürt.
Hinter den Zahlen verbirgt sich jedoch die Realität, immerhin hat Tristán innerhalb von vier Spielzeiten 87 Tore für Deportivo geschossen. Aber nicht nur die Zahl seiner Treffer, sondern auch die Geduld des Trainers Joaquín Caparrós, Augusto Cesar Lendoiro, dem Präsidenten von Deportivo und Luis Aragonés, dem Nationaltrainer Spaniens sank. Von vielen Seiten wurde auch bestätigt, dass seine Lebensweise nicht der eines Fußball-Profis entsprach.
Nach seiner Zeit beim AS Livorno musste Tristán bis Oktober 2008 warten, bis er einen neuen Arbeitgeber fand. West Ham United war sein neuer Klub. Bereits ein Jahr später löste West Ham den Vertrag und Tristán schloss sich dem FC Cádiz an.
In seinem letzten Spiel, ein 4:2-Sieg gegen CD Numancia am 19. Juni 2010, gelangen ihm 2 Tore, der FC Cádiz stieg jedoch als Tabellen 19. in die Segunda División B ab.

### Nationalmannschaft
Sein Teamdebüt für die spanische Nationalmannschaft feierte Tristán am 2. Juni 2001 gegen Bosnien-Herzegowina (4:1).
Die Erfolge mit Deportivo La Coruña waren 2002 noch nicht der Höhepunkt für Diego Tristán. Er wurde nach erfolgreicher Qualifikation auch in den Kader der spanischen Nationalmannschaft für die WM 2002 in Japan und Südkorea einberufen. Die euphorische Stimmung wurde jedoch schnell gedrückt, da sich Tristán früh verletzte und somit bei den weiteren Spielen aussetzen musste.
Aufgrund seiner eher schlechten Leistungen, und der sehr starken Konkurrenz im spanischen Team, wurde Tristán nicht für den EM-Kader 2004 für Portugal und auch nicht für den WM-Kader 2006 für Deutschland einberufen. Sein letztes Nationalspiel absolvierte er am 6. September 2003 gegen Portugal (3:0). Insgesamt bestritt Tristán bis dahin 15 Spiele für Spanien und erzielte vier Tore.

### Erfolge/Titel
- Spanischer Cupsieger: 2002 (Deportivo La Coruña)
- Spanischer Supercupsieger: 2000, 2002 (Deportivo La Coruña)
- Torschützenkönig (Primera División): 2002